# Diocese de Xai-Xai
A Diocese de Xai-Xai (Diœcesis Xai-Xaiensis) encontra-se geograficamente localizada na região sul da República de Moçambique, e corresponde ao território geográfico-administrativo da Província de Gaza. A sede da Diocese encontra-se na cidade do Xai-Xai, onde se situa a Catedral São João Batista.
A diocese foi erigida a 19 de junho de 1970 por Paulo VI, desmembrando-a da Arquidiocese de Maputo, com o nome de Diocese de João Belo. Passou a utilizar a atual denominação em 1 de outubro de 1976. Foi seu primeiro bispo Dom Félix Niza Ribeiro.
A diocese abrange um total de 1,8 milhão habitantes, sendo 17,9% católicos, distribuídos por 28 paróquias.

## Bispos
Bispos responsáveis:
|                | Nome                           | Período    | Notas                   |
| Bispos         | Bispos                         | Bispos     | Bispos                  |
| -------------- | ------------------------------ | ---------- | ----------------------- |
| 3º             | Lúcio Andrice Muandula         | 2004-atual |                         |
| 2º             | Júlio Duarte Langa             | 1976-2004  |                         |
| 1º             | Félix Niza Ribeiro †           | 1972-1976  |                         |
| Bispo auxiliar |                                |            |                         |
|                | Alberto Vera Aréjula, O. de M. | 2015-2018  | Nomeado Bispo de Nacala |